# Michael Krampitz
Michael Krampitz (* 17. September 1942; † 2. November 2023) war ein deutscher Fußballspieler, der in vier Aufstiegsrunden zur Bundesliga (1966, 1967, 1968, 1970) für die Berliner Vereine Hertha BSC, Tennis Borussia und Hertha 03 Zehlendorf 25 Spiele mit 16 Toren absolvierte.

## Laufbahn

### Stadtliga und Regionalliga Berlin, 1960 bis 1964
Der 18-jährige Nachwuchsstürmer Michael Krampitz debütierte am 20. November 1960 bei der 0:1-Heimniederlage in der Mannschaft von Hertha Zehlendorf gegen den BFC Südring in der Stadtliga Berlin. Mit dem Team vom Ernst-Reuter-Sportfeld konnte er in den nächsten Runden keine vorderen Tabellenplätze belegen. Persönlich kam das Offensivtalent bis 1963 auf 52 Einsätze mit 28 Toren. Nach dem ersten Jahr Regionalliga Berlin, Hertha Zehlendorf belegte 1963/64 den sechsten Platz und Krampitz erzielte in 24 Spielen 15 Tore, bekam er zur Runde 1964/65 einen Vertrag bei Hertha BSC und wechselte damit in die Bundesliga.

### Hertha BSC, 1964 bis 1967

#### Bundesliga 1964/65
Zur Bundesligarunde 1964/65 holte Hertha mit den Neuzugängen Wolfgang Fahrian, Jürgen Sundermann, Willibert Kremer und Kurt Schulz weitere Verstärkungen für die Defensive, das Mittelfeld und den Angriff. Der Mann von Zehlendorf kam am 12. September 1964 beim Heimspiel gegen Borussia Dortmund zu seinem ersten Einsatz. Er bildete bei dem 0:0-Unentschieden zusammen mit Willibert Kremer den linken Flügel. Bei seinem zweiten Einsatz trug er sich erstmals in die Torschützenliste in der Bundesliga ein. Krampitz brachte Hertha in der 60. Minute bei Werder Bremen am 7. November 1964 mit 1:0 in Führung, die Mannschaft von Trainer Willi Multhaup gewann das Spiel aber noch mit 5:1 Toren. Die Trainer Jupp Schneider (bis 8. März 1965) und Gerhard Schulte (ab 9. März) vertrauten im Angriff überwiegend auf Carl-Heinz Rühl, Helmut Faeder, Kurt Schulz und Willibert Kremer und brachten zusätzlich Michael Krampitz oder Lutz Steinert noch zum Einsatz. Insgesamt absolvierte der Ex-Zehlendorfer 15 Bundesligaspiele und erzielte dabei acht Tore. Er war damit der beste Saison-Torschütze von Hertha BSC. Am 14. Oktober 1964 stand er auch in der Startelf im Messe-Cup-Wettbewerb gegen den FC Antwerpen. Sein letztes Bundesligaspiel bestritt der Allrounder im Angriff am 3. April 1965 beim 2:1-Auswärtserfolg in Kaiserslautern, wo ihm auch ein Tor glückte. Da Hertha BSC wegen Verstoßes gegen das Lizenzspielerstatut am Rundenende in die Regionalliga strafversetzt wurde, dauerte das Kapitel Bundesliga nur zwölf Monate für Michael Krampitz.

#### Regionalliga Berlin, 1965 bis 1967
Hertha BSC gewann 1966 und 1967 jeweils die Berliner Meisterschaft. Krampitz holte sich in der zweiten Runde die Torschützenkrone mit 26 Treffern. In den zwei Bundesliga-Aufstiegsrunden brachte er es auf zehn Spiele und acht Tore. Zum Aufstieg reichte es für Hertha nicht. Zum Berliner Pokalerfolg am 23. November 1966 mit 6:3 Toren nach Verlängerung gegen Tennis Borussia steuerte er vier Tore bei.

### Tennis Borussia und Hertha Zehlendorf, 1967 bis 1974
Von 1967 bis 1969 spielte er zwei Runden bei den „Veilchen“ von Tennis Borussia Berlin. Krampitz zog in Folge zum dritten Mal in die Aufstiegsrunde ein, da er mit TeBe 1968 die Vizemeisterschaft erringen konnte.
Mit seinem Heimatverein Hertha Zehlendorf gewann er die Meisterschaft 1970 und konnte auch in der Aufstiegsrunde mit den Erfolgen gegen Kickers Offenbach und den VfL Bochum überzeugen. Nach der Runde 1973/74 beendete Michael Krampitz mit insgesamt 186 Spielen in der Regionalliga und 103 Toren seine höherklassige Spielerlaufbahn.